# Санта Марија (Беневенто)
Санта Марија је насеље у Италији у округу Беневенто, региону Кампанија.
Према процени из 2011. у насељу је живело 120 становника. Насеље се налази на надморској висини од 406 м.